# Mirzeler (Choucha)
Mirzeler est un village de la région de Choucha en Azerbaïdjan.

## Histoire
En 1992-2020, Mirzeler était sous le contrôle des forces armées arméniennes. En 2020, le village de Mirzeler a été restitué sous le contrôle de l'Azerbaïdjan.